# Déposition (physique)
Pour les articles homonymes, voir déposition et dépôt.

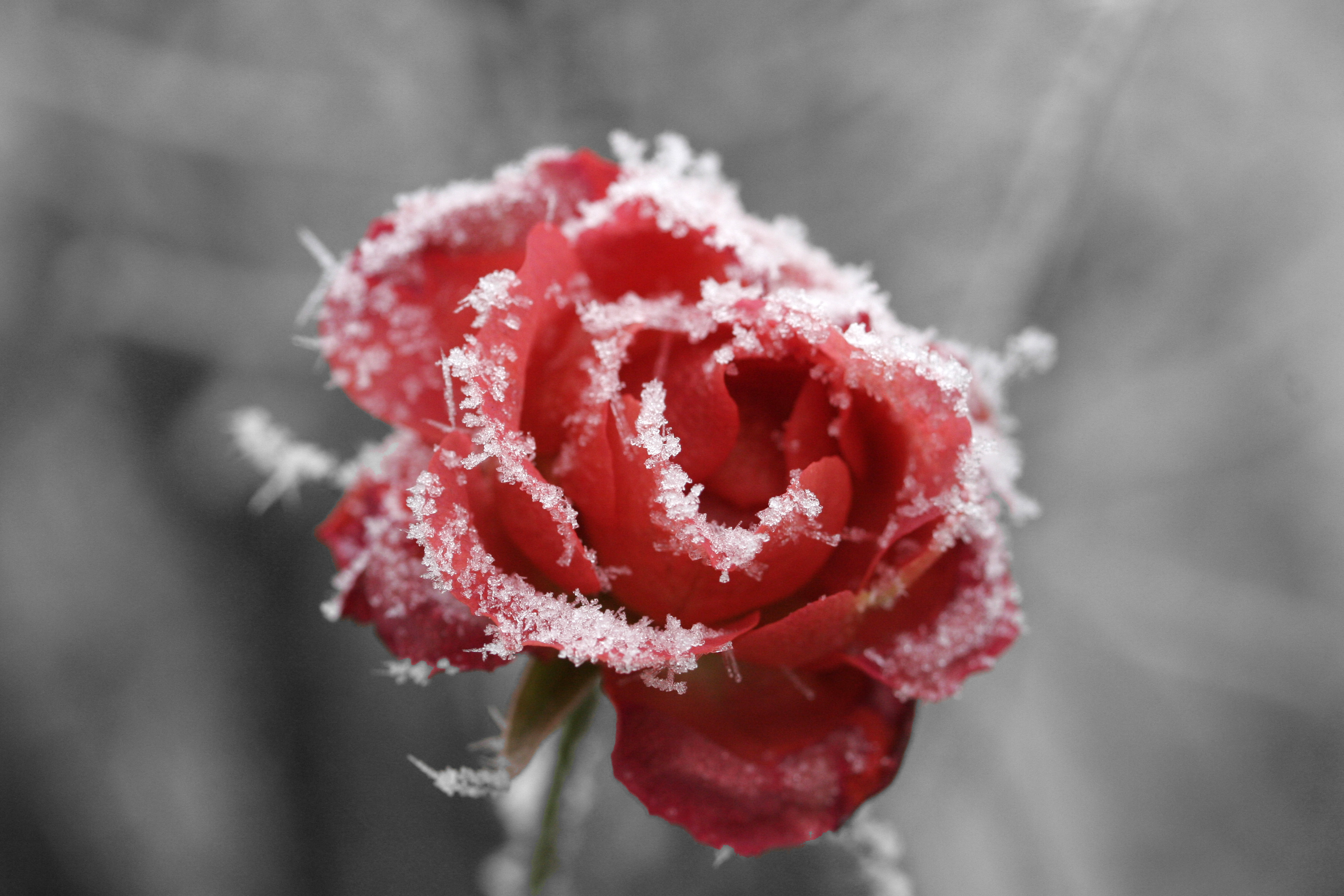
En automne ou en hiver, lorsque l'air est chargé d'humidité et est soumis à une température inférieure à celle du point de givrage, il peut se former une gelée blanche sur des végétaux par le dépôt direct (ou sublimation inverse) de la vapeur d'eau en glace.

En physique, la déposition, appelée aussi dépôt, désublimation, sublimation inverse, sublimation régressive ou condensation solide, est le changement d'état d'un corps de l'état gazeux à l'état solide (sans passer par l'état liquide). Le processus thermodynamique inverse est la sublimation.

## Applications

### Applications industrielles

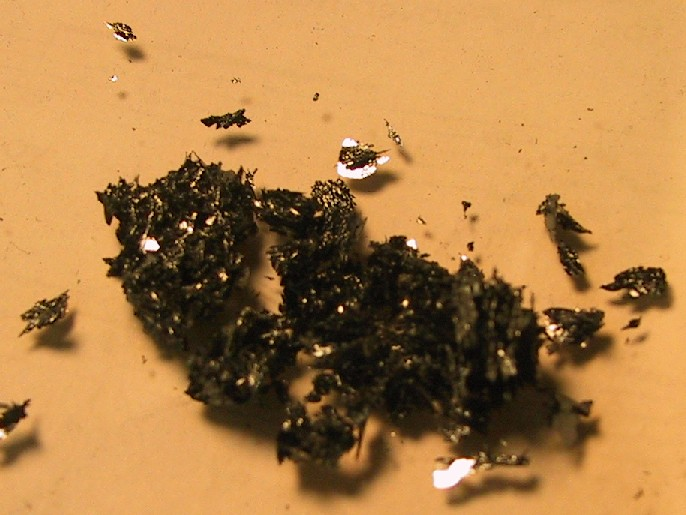
Lorsque la vapeur d'iode se refroidit, des cristaux solides de diiode se forment par sublimation inverse, sans phase de transition liquide.

Les techniques de dépôt sous vide (dépôt chimique en phase vapeur, dépôt physique par phase vapeur) font appel à plusieurs méthodes (évaporation sous vide, bombardement ionique, arc électrique, laser, réactions chimiques entre plusieurs vapeurs) pour déposer par sublimation inverse des vapeurs sur des surfaces qu'on veut pourvoir d'un revêtement spécifique (par exemple la fabrication des CD et DVD comprend une étape de métallisation (en) qui consiste à déposer une couche d'aluminium réfléchissante dans une cabine sous vide). La formation de gelée blanche et le dépôt dans la cheminée des composantes gazeuses de la suie sont analogues à ces dépôts physiques et chimiques utilisés dans l'industrie.
Des composés d'intérêt tels que l'iode peuvent être purifiés ou extraits de mélanges hétérogènes par ce procédé de transition de phase qui consiste à faire baisser la température des vapeurs à une pression fixe en dessous de celle du point triple, ce qui les fait passer directement à l'état solide.

### Physique des nuages

Répartition des types de précipitations dans un nuage selon la température.

La formation des nuages implique la condensation de gouttelettes d'eau, puis la solidification et la condensation solide de cristaux de glace. Le grossissement des gouttelettes et des cristaux s'explique par l'effet de coalescence et l'effet Bergeron. Ces processus se retrouvent dans le diagramme à gauche :
1. Cristaux de glace ;
2. Neige et gouttelettes surfondues (dominé par l'effet Bergeron) ;
3. Gouttelettes surfondues (dominé par la coalescence) ;
4. Gouttelettes de pluie.

## Galerie

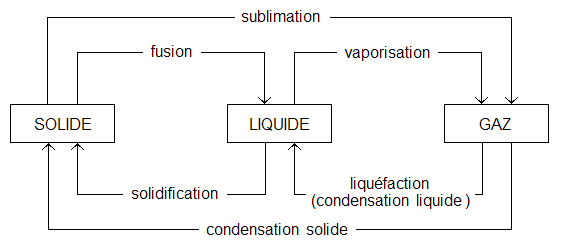
Diagramme des principaux changements d'état de la matière.
Diagramme de phase de l'eau.
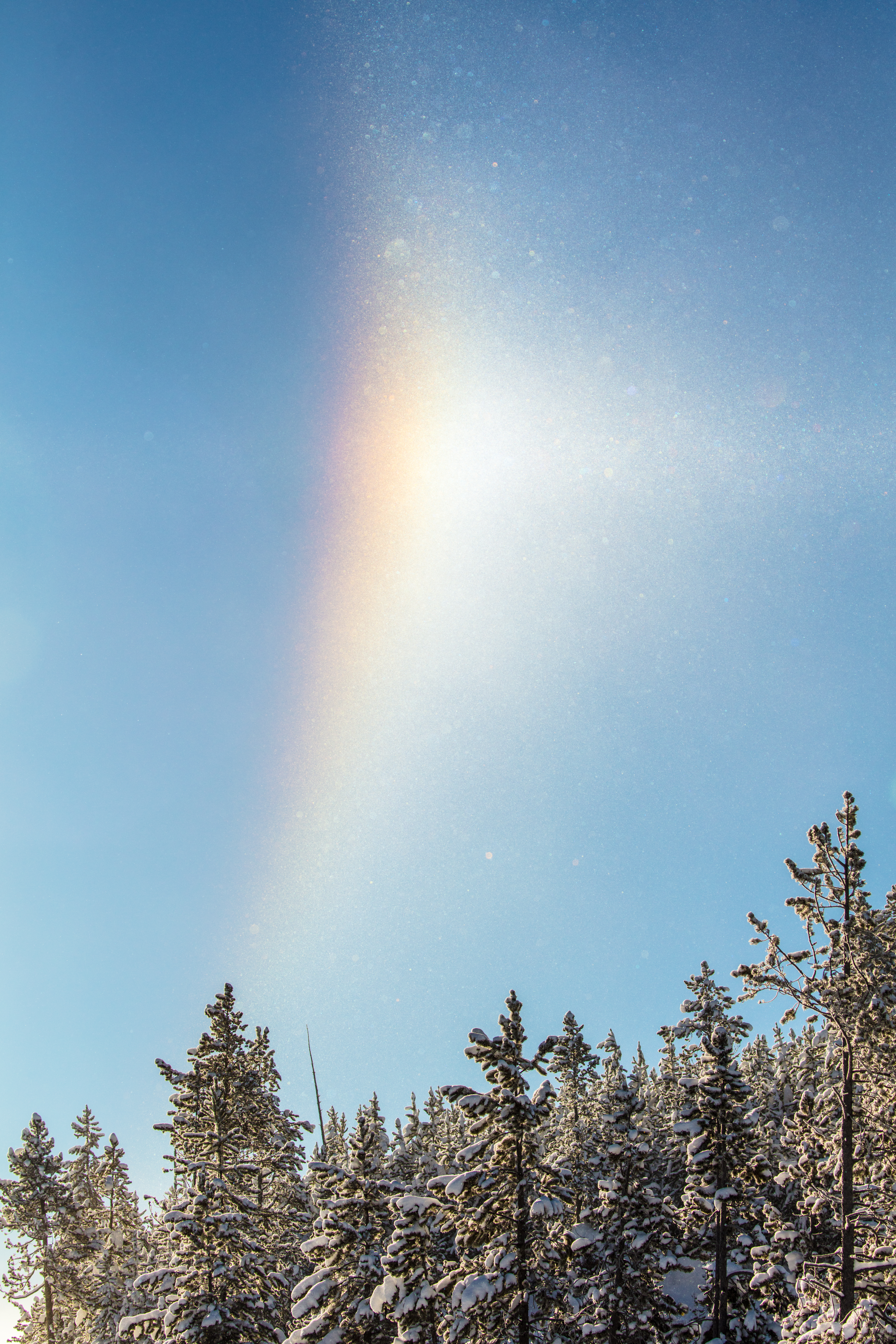
Parhélie engendrée par la réflexion et réfraction des cristaux de poudrin de glace formés par sublimation régressive.
Cryophore (en) de Wollaston, précurseur du caloduc[6].